# Систо-Палкино
Си́сто-Па́лкино — деревня в составе Копорского сельского поселения Ломоносовского района Ленинградской области.

## Название
Существующая версия происхождения названия деревни соединяет в себе финно-угорское «систа» — чистая, от названия реки на которой стоит деревня и русское «палкино» — от фамилии возможного владельца деревни или крестьянина с распространённым в средние века новгородским именем Палка.
Современное название — Систо-Палкино.

## История
Название реки Систа, которая стала основой названия, существовало ещё в XIV веке.
Упоминается как деревня Sista Palkina By Копорского уезда в шведских «Писцовых книгах Ижорской земли» 1618—1623 годов.
На карте Ингерманландии А. И. Бергенгейма, составленной по шведским материалам 1676 года, обозначена деревня швед. Sista Palkina.
Она же на шведской «Генеральной карте провинции Ингерманландии» 1704 года обозначена как швед. Seedstapalkina.
Селение Систер Палкина обозначено на «Географическом чертеже Ижорской земли» Адриана Шонбека 1705 года. Оно же, как деревня Систа — на карте Ямбургского, Капорского, Псковского, Новгородского и Гдовского уездов 1705 года.
На карте Санкт-Петербургской губернии Я. Ф. Шмидта 1770 года оно же обозначено как Систапалка.

СИСТА ПАЛКИНА — деревня принадлежит статской советнице Юрьевой, число жителей по ревизии: 134 м. п., 125 ж. п. (1838 год)

В имении вдовы генерал-майора Жандра при деревне Систа, на реке стояла каменная мукомольная мельница.
В 1844 году деревня Систо-Пакина насчитывала 28 дворов.

СИСТО ПАЛКИНА — деревня статской советницы Юрьевой, по просёлочной дороге, число дворов — 36, число душ — 131 м. п. (1856 год)

- План деревни Систо-Палкино. 1860 год

Согласно «Топографической карте частей Санкт-Петербургской и Выборгской губерний» в 1860 году деревня Систо Палкина насчитывала 38 крестьянских дворов и часовню. На противоположном берегу реки располагались: кирпичный завод, харчевня и мыза Зиновьева.

СИСТА-ПАЛКИНА — деревня владельческая при реке Систе на приморском просёлочном тракте, в 67 верстах от Петергофа, число дворов — 42, число жителей: 161 м. п., 176 ж. п. (1862 год)

В 1871 году в деревне была открыта земская школа. Жители занимались рыбной ловлей и перевозкой грузов по Финскому заливу.
В 1880—1881 годах временнообязанные крестьяне деревни выкупили свои земельные наделы у Д. В. Зиновьева и стали собственниками земли.
Сборник Центрального статистического комитета описывал деревню так:

СИСТЯ (СИСТА ПАЛКИНА) — деревня бывшая владельческая при реке Систе, дворов — 64, жителей — 368; 2 лавки. (1885 год)

В конце XIX — начале XX века деревня административно относилась к Копорской волости 2-го стана Петергофского уезда Санкт-Петербургской губернии. По приходским данным население деревни было смешанным — финско-русским.
С 1917 по 1923 год деревня Систо-Палкино входила в состав Систо-Палкинского сельсовета Копорской волости Петергофского уезда.
С 1923 года в составе Керновского сельсовета Троцкого уезда.
С 1924 года в составе Пограничного сельсовета.
Согласно данным переписи населения СССР 1926 года в деревне Систа-Палкино Керновского (4-го пограничного) сельсовета проживали 348 человек — большинство русские, а также эстонцы.
С 1927 года в составе Ораниенбаумского района.
В 1928 году население деревни Систо-Палкино составляло 370 человек.
По административным данным 1933 года деревня называлась Систо Палкино и входила в состав Пограничного сельсовета Ораниенбаумского района. В состав Пограничного сельсовета Ораниенбаумского района входили 7 населённых пунктов: деревни Керново Новое, Керново Старое, Копёрки Большие, Копёрки Малые, Новое Устье, Перново и Систо Палкино, общей численностью населения 1004 человека. Административным центром сельсовета являлась деревня Новое Керново.
По данным 1936 года в состав Пограничного сельсовета входили 4 населённых пункта, 114 хозяйств и 3 колхоза. Административным центром сельсовета было село Систо Палкино.
- План деревни Систо-Палкино. 1938 год

Согласно топографической карте 1938 года деревня называлась Систа-Палкино и насчитывала 69 дворов. На южной окраине деревни находилась школа.
Деревня была освобождена от немецко-фашистских оккупантов 30 января 1944 года.
С 1950 года в составе Калищенского сельсовета.
С 1960 года в составе Устьинского сельсовета.
С 1963 года в составе Гатчинского района.
С 1965 года вновь в составе Ломоносовского района. В 1965 году население деревни Систо-Палкино составляло 103 человека.
По данным 1966 и 1973 годов деревня называлась Систа-Палкино и также находилась в составе Устьинского сельсовета.
По данным 1990 года деревня называлась Систо-Палкино и находилась в административном подчинении Сосновоборского городского совета.
В 1997 году в деревне проживали 30 человек, в 2007 году — 47.
В 2016 году на кладбище близ деревни был построен и освящён деревянный храм-часовня в честь Всех Святых.

## География
Деревня расположена в западной части района на автодороге 41А-007 (Санкт-Петербург — Ручьи).
Расстояние до административного центра поселения — 10 км.
Ближайшая железнодорожная станция — Копорье, с пассажирским сообщением — Калище.
Деревня находится на берегах реки Систы. На правом берегу реки к ней примыкает деревня Мустово. Чуть ниже река впадает в Копорскую губу Финского залива.

## Демография
| 1862 | 2002 | 2007 | 2010 | 2017 |
| ---- | ---- | ---- | ---- | ---- |
| 337  | ↘46  | ↗47  | ↗65  | ↘43  |

## Фото
- Деревня Систо-Палкино
- Река Систа